# Society for American Archeology
La Society for American Archaeology (SAA) es la organización más grande de arqueólogos profesionales de las Américas en el mundo. La Sociedad fue fundada en 1934 y hoy tiene más de 7000 miembros. Diane Gifford-Gonzalez es actualmente la presidenta electa de SAA. La Sociedad realiza una conferencia anual y publica el diario principal de la arqueología estadounidense, American Antiquity. La revista Latin American Antiquity también es publicada por la SAA. La SAA también ha publicado una revista interna, que ha sufrido varios cambios de nombre. El Boletín de la Sociedad para la Arqueología Americana fue reemplazado por el Boletín de la SAA en 1990, que a su vez fue reemplazado por el Registro Arqueológico de la SAA en 2001.
La sede de la Sociedad se encuentra en Washington, D.C ..

## Misión
La SAA apoya una variedad de actividades profesionales y públicas, mejor resumidas en su Declaración de Misión. Apuntan a:
1. Ampliar la comprensión y la apreciación del pasado de la humanidad como se logró a través de la investigación sistemática del registro arqueológico.
2. promover la investigación, la administración de los recursos arqueológicos, la educación pública y profesional, y la diseminación del conocimiento.
3. Servir el interés público.

## Ubicaciones anuales de la reunión
La primera reunión anual tuvo lugar en diciembre de 1935 en Andover, Massachusetts, y ha tenido lugar cada año desde entonces. Solo una reunión, la octava reunión anual de 1943, no tuvo lugar físicamente. Según el libro de programa de la reunión anual más reciente, "debido a las dificultades de viaje y otras restricciones de tiempos de guerra, la Reunión Anual de 1943 se llevó a cabo por correo". La tabla a continuación muestra los lugares y las fechas de las reuniones desde el año 2000.
| 79.º | Austin, Texas                 | 23-27 de abril de 2014           |
| 78.º | Honolulu, Hawái               | 3-7 de abril de 2013             |
| 77.º | Memphis, Tennessee            | 18 al 22 de abril de 2012        |
| 76.º | Sacramento, California        | 30 de marzo - 3 de abril de 2011 |
| 75.º | San Luis, Misuri              | 14-18 de abril de 2010           |
| 74.º | Atlanta, Georgia              | 22 al 26 de abril de 2009        |
| 73.º | Vancouver, británico Columbia | 26 al 30 de marzo de 2008        |
| 72.º | Austin, Texas                 | 25 al 29 de abril de 2007        |
| 71.º | San Juan, Puerto Rico         | abril de 2006                    |
| 70.º | Salt Lake City, Utah          | marzo-abril de 2005              |
| 69.º | Montreal, Quebec              | marzo-abril de 2004              |
| 68.º | Milwaukee, Wisconsin          | abril de 2003                    |
| 67.º | Denver, Colorado              | marzo de 2002                    |
| 66.º | Nueva Orleans, Luisiana       | abril de 2001                    |
| 65.º | Filadelfia, Pensilvania       | abril de 2000                    |

## Publicaciones
El SAA está publicando varias revistas:
- American Antiquity
- Latin American Antiquity
- Advances in Archaeological Practice